# Maison de Narbonne
La maison de Narbonne est une famille médiévale qui compta de nombreux vicomtes de Narbonne du Xe au XIIe siècle.
Elle remonte sa filiation prouvée en 875 et s'est éteinte en 1252 à la mort de Bernard Pelet.

## Histoire
La première mention de cette famille remonte au mariage de Francon de Narbonne et d'Arsinde, fille de Mayeul, vicomte de Narbonne, en 875.
En 919, à la mort d'Aubry Ier de Mâcon, fils de Mayeul, Eudes, fils de Francon devient vicomte de Narbonne.
Au cours du XIIe siècle, Raymond Pelet, Aymeri et son fils Aymeri II s'engageront successivement dans les croisades en Terre Sainte.
En 1146, le mariage de Bernard Pelet et de la Comtesse Béatrice de Melgueil permet à la maison de Narbonne d'obtenir le Comté  de Melgueil, comté qu'elle a conservera jusqu'à la mort d'Ermessende Pelet en 1176.
En 1192, la maison de Lara usurpe à la maison de Narbonne le vicomté de Narbonne.

## Filiation
- Francon et Arsinde de Narbonne
  - Odon (-936), 1er Vicomte et Richilde de Barcelone
    - Manfred (-966), 2e Vicomte et Adélaïde de Carcassonne
      - Raimond (-1019), 3e Vicomte et Richarde de Rouergue
        - Bérenger (-1067), 4e Vicomte
          - Bernard, 5e Vicomte
            - Aymeri, 6e Vicomte
              - Aymeri II, 7e Vicomte
                - Ermengarde, Vicomtesse de Narbonne

          - Raymond II, co-Vicomte
            - Bernard Pelet
              - Raymond Pelet
                - Bernard V Pelet, Comte de Melgueil
                  - Bertrand Pelet, Comte de Melgueil
                    - Raymond Pelet
                      - Bernard Pelet
                        - Bernard Pelet, Comte de Melgueil

                  - Ermessende Pelet, Comtesse de Melgueil

## Armorial
| Blason | Blasonnement                                                                                |
| ------ | ------------------------------------------------------------------------------------------- |
|        | De gueules plain. Armes des Vicomtes de Narbonne représentées dans les Salles des Croisades |
|        | De gueules à un écu d'argent au chef de sable. Armes des Pelet                              |